# Cokroyasan
Cokroyasan is een bestuurslaag in het regentschap Purworejo van de provincie Midden-Java, Indonesië. Cokroyasan telt 1204 inwoners (volkstelling 2010).